# 瓦列留·斯特雷勒茨
瓦列留·斯特雷勒茨（1970年3月29日—）是一位摩爾多瓦政治家。斯特雷勒茨曾在2015年擔任摩爾多瓦總理。2015年10月30日，他因不信任投票而下台。